# Saison 2014-2015 du Paris Saint-Germain (féminines)
Maillots
Dernière mise à jour : 9 novembre 2017.
Chronologie
Saison précédente Saison suivante
La saison 2014-2015 de la section féminine du Paris Saint-Germain est la quatorzeième saison consécutive du club parisien en première division du championnat de France et la vingt-quatrième saison du club à ce niveau depuis 1979.
Farid Benstiti est à la tête du staff parisien pour sa troisième saison. Les objectifs pour cette troisième saison de professionnalisme sont revues à la hausse à la suite de l’investissement des propriétaires qataris, qui visent de nouveau un bon parcours européen et le titre de champion de France.
Le Paris Saint-Germain va également évoluer au cours de la saison en Coupe de France et en Ligue des Champions.

## Avant saison

### Transferts
L'entraineur Farid Benstiti ex-sélectionneur de Russie, entame sa troisième saison au club.
Le PSG se renforce en enrôlant comme l'année dernière de nouvelles internationales. E

### Préparation d'avant-saison
Le PSG est invité à la Valais Cup, avec les clubs de Zurich, Barcelone et Lyon. Paris atteint la finale du tournoi, en battant Barcelone aux pénaltys, avec deux arrêts de Berger, et tombe en finale contre Lyon, 2-1. D'autres matchs amicaux seront joués, dont un à Beauvais, contre Montpellier, victoire tonitruante du PSG par 5-0. Une défaite 2-0 contre le VfL Wolfsbourg et un match nul contre le FC Bayern Munich 1-1 lors de 2 rencontres jouées en Allemagne.

## Compétitions

### Coupe de France
La coupe de France 2014-2015 est la 14e édition de la coupe de France, une compétition à élimination directe mettant aux prises les clubs de football à travers la France métropolitaine et les DOM-TOM. Elle est organisée par la FFF et ses ligues régionales.

### Parcours en Ligue des champions
Après une année plutôt décevante l'année précédente avec une élimination dès les seizièmes de finale de la ligue des champions, le PSG crée la surprise en éliminant les 2 principales équipes favorites au titre. A savoir l'Olympique lyonnais et le VFL Wolsbourg en les battant tous les deux à domicile. Ces deux équipes qui à elles deux avaient gagné les 4 dernières édition de la compétition.

### Matchs officiels de la saison
Le tableau ci-dessous retrace les rencontres jouées par le Paris Saint-Germain durant la saison. Les buteurs sont accompagnés d'une indication sur la minute de jeu où est marqué le but et, pour certaines réalisations, sur sa nature (penalty ou contre son camp).
| Compétition         | Débute au tour | Place ou tour final | Matches joués | Gagnés | Nuls | Perdus | Buts pour | Buts contre | Différence |
| Division 1          | -              | 2e                  | 22            | 20     | 0    | 2      | 88        | 9           | +79        |
| Coupe de France     | 1/32 de finale | 1/8 de finale       | 3             | 1      | 2    | 0      | 7         | 1           | +6         |
| Ligue des champions | 1/16 de finale | Finale              | 9             | 6      | 1    | 2      | 16        | 6           | +10        |
| Total               | -              | -                   | 34            | 27     | 3    | 4      | 111       | 16          | +95        |

## Joueuses et encadrement technique

### Encadrement technique
L'équipe est entraînée par Farid Benstiti. Âgé de 46 ans, en poste depuis l'été 2012, cet ancien joueur formé à l'Olympique lyonnais devient entraineur de l'équipe féminines lyonnaise en 2001. Grand artisan des nombreux titres remportés par le club rhodanien jusqu'en 2010, il est remercié et après un an au sein de la cellule de recrutement du club, il part entrainer la sélection nationale de Russie ainsi que le club du WFC Rossiyanka,. En 2012, les nouveaux dirigeants qataris le font venir au Paris SG pour les aider à monter une équipe pouvant tenir tête à son ancien club.

### Effectif principal
| \| Benameur Georges Krahn Delannoy Boulleau Cruz Houara Kaci Heath Asllani Delie \| Équipe type de la saison. · D'après les temps de jeu à leur poste. |
| Benameur Georges Krahn Delannoy Boulleau Cruz Houara Kaci Heath Asllani Delie                                                                          |

| Joueuse           | Total |
| Marie-Laure Delie | 24    |
| Lindsey Horan     | 10    |

| Joueuse            | Total |
| Fatmire Alushi     | 9     |
| Kosovare Asllani   | 7     |
| Laure Boulleau     | 6     |
| Shirley Cruz Traña | 5     |
| Kenza Dali         |       |
| Lindsey Horan      |       |
| Linda Bresonik     |       |
| Kheira Hamraoui    |       |
| Sabrina Delannoy   |       |
| Marie-Laure Delie  |       |
| Laura Georges      |       |
| Aurélie Kaci       |       |
| Tobin Heath        |       |
| Annike Krahn       |       |
| Caroline Pizzala   |       |
| Nonna Debonne      |       |
| Jessica Houara     |       |
| Ghoutia Karchouni  |       |
| Sara Gama          |       |
| Léa Declercq       |       |
| Ouleye Sarr        |       |

## Affluence et télévision

### Retransmission télévisée
Profitant de la médiatisation de la Coupe du monde, la FFF avait lancé le lundi 11 juillet 2012 l’appel d’offre pour les droits TV du championnat de France. Ces derniers ont été remportés par France Télévision en duo avec la chaine Eurosport pour un contrat s'élevant à 110 000 euros.